# Scorpio iznassen
Espèce
Scorpio iznassen est une espèce de scorpions de la famille des Scorpionidae.

## Distribution
Cette espèce est endémique de l'Oriental au Maroc. Elle se rencontre dans le Rif oriental dans le massif des Béni Snassen vers le col de Guerbous et Tafoughalt.

## Description
Le mâle holotype mesure 57,78 mm.
Scorpio iznassen mesure de 50 à 58 mm.

## Systématique et taxinomie
Cette espèce a été décrite par Ythier et François en 2023.

## Étymologie
Son nom d'espèce lui a été donné en référence à la tribu rifaine des Béni-Snassen ou Yat Iznassen.

## Publication originale
- Ythier & François, 2023 : « The scorpion fauna of the Oriental region in Morocco (Scorpiones: Buthidae, Scorpionidae) with description of three new species of the genus Scorpio Linnaeus, 1758. » Faunitaxys, vol. 11, no 3, p. 1-15 (texte intégral).